# Michalina Mościcka

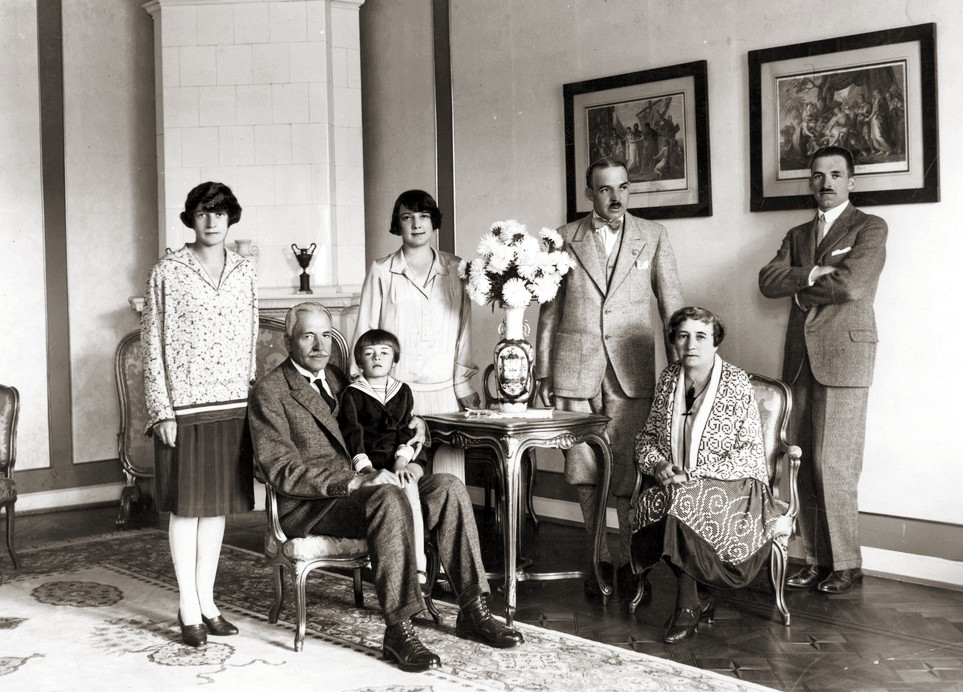
Prezydent RP Ignacy Mościcki w towarzystwie żony Michaliny, wnuczka Józefa, córki Heleny Zwisłockiej (stoi z lewej), synów Michała (stoi drugi z prawej) i Józefa (stoi pierwszy z prawej).

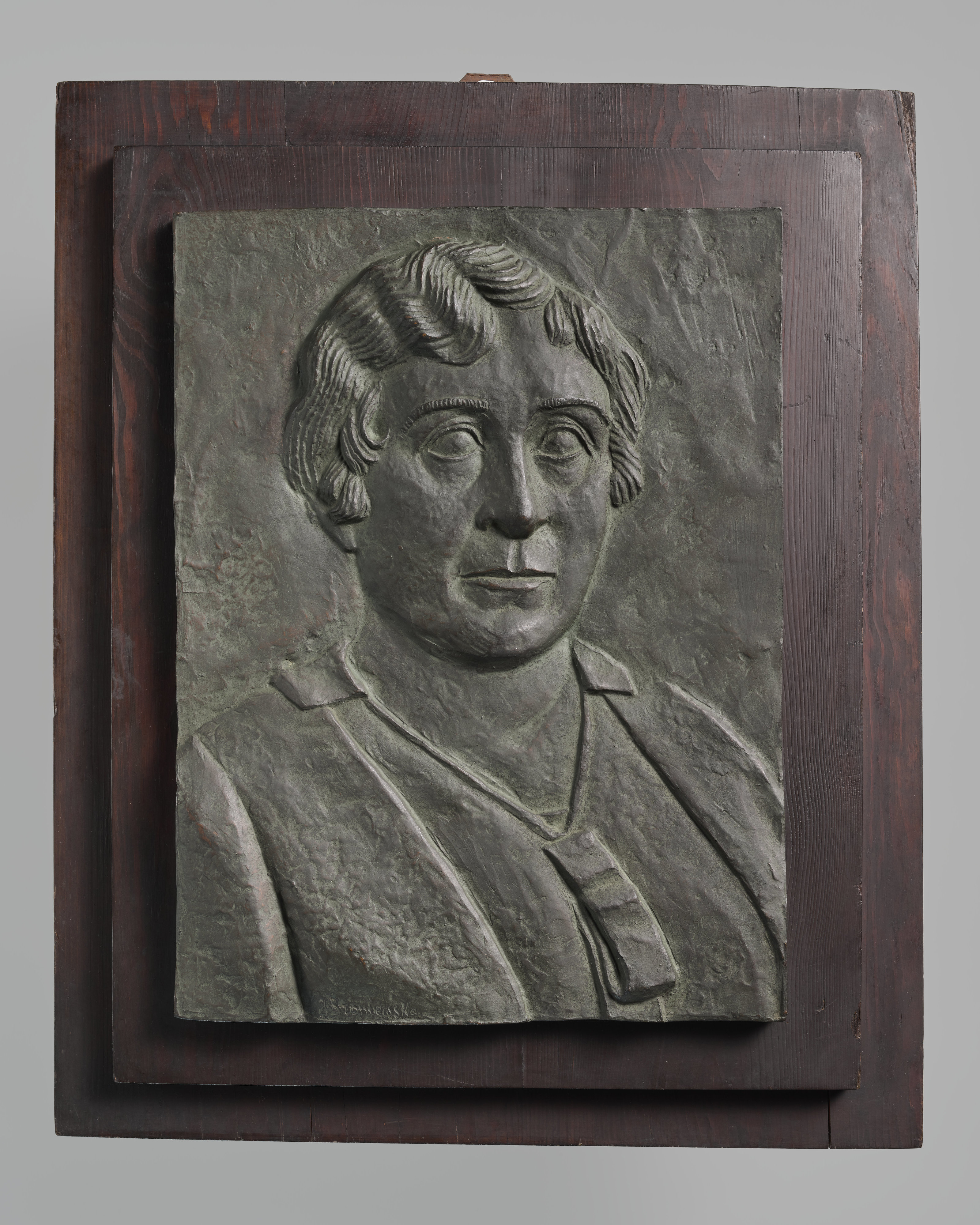
Portret prof. Mościckiej, Janina Broniewska, 1932, Muzeum Narodowe w Warszawie

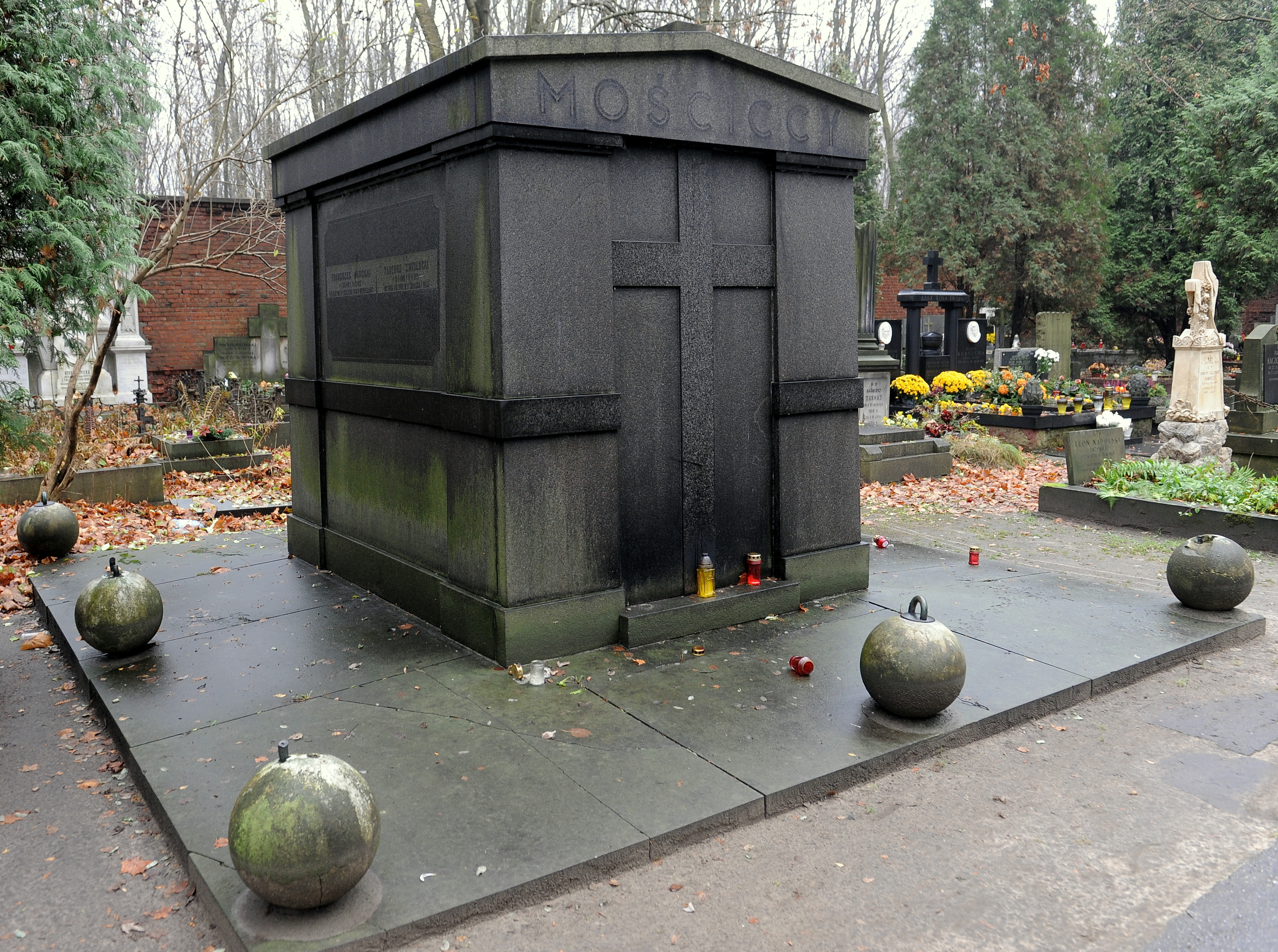
Grobowiec rodziny Mościckich

Michalina Mościcka z domu Czyżewska (ur. 20 grudnia 1871 w Klicach, zm. 18 sierpnia 1932 w Spale) – polska działaczka niepodległościowa, społeczna, feministyczna, pierwsza dama.

## Sytuacja rodzinna
Urodziła się w zubożałej rodzinie szlacheckiej. Była córką właściciela niewielkiego folwarku Czyżew i urzędnika Aleksandra Fortunata Czyżewskiego i Agnieszki z Mościckich. Ukończyła gimnazjum w Płocku i uzyskała uprawnienia nauczycielki. 22 lutego 1892 poślubiła swojego kuzyna (syn brata jej matki) Ignacego Mościckiego. W swojej autobiografii Ignacy napisał: Bliskie pokrewieństwo i bardzo młody wiek kuzynki miały duże znaczenie w moim wyborze. Dzięki bowiem tym warunkom obiecywałem sobie mieć większy wpływ przy dalszym wychowaniu mojej przyszłej małżonki. Pragnąłem ją jak najbardziej dostroić do mojej późniejszej działalności społecznej. Na początku lat 90. XIX w. Mościcka prowadziła z mężem działalność konspiracyjną – konstruowała i przemycała bomby używane w zamachach na rosyjskie władze. W związku z dekonspiracją od sierpnia 1892 roku zamieszkała z mężem w Londynie. Tam utrzymywała rodzinę udzielając korepetycji. Ignacy w tym czasie imał się kolejnych zajęć: m.in. był pomocnikiem fryzjera, producentem kefirów, stolarzem, zecerem.
Miała z Ignacym pięcioro dzieci: córkę (zmarła we wczesnym dzieciństwie), Michała (ur. 1894), Helenę (1897–1962, pierwsza żona Tadeusza Zwisłockiego i druga żona Aleksandra Bobkowskiego), Józefa (1898–1955, oficer, dyplomata) i Franciszka (1899–1927). Od 1926 – kiedy to jej mąż został prezydentem II RP – była pierwszą damą.

## Działalność we Fryburgu i Lwowie
W 1897 roku zamieszkała we Fryburgu, gdzie jej mąż dostał stanowisko asystenta na uniwersytecie. Mościcka uczyniła ze swego domu miejsce spotkań polskiej społeczności. Na jesieni 1912 roku zamieszkała we Lwowie, gdzie zaangażowała się w walkę o równouprawnienie kobiet z mężczyznami. Była członkinią Związku Równouprawnienia Kobiet i Koła Pań Towarzystwa Szkoły Ludowej. Potem włączyła się w działalność Towarzystwa Uniwersytetu Ludowego im. Adama Mickiewicza.
Podczas I wojny światowej od 1915 roku była działaczką Ligi Kobiet Galicji i Śląska. Członkini zarządu koła lwowskiego – skarbniczka oraz przew. sekcji dochodowej a od 1916 także wiceprzewodnicząca zarządu. Pracowała również w sekcji ochroniarskiej. Od 1916 członkini Zarządu Naczelnego Ligi oraz delegatka na jej zjazdy. Po przekształceniu Ligi w styczniu 1918 w Komitet Obywatelski Polek weszła jako wiceprzewodnicząca w skład komitetu lwowskiego tej organizacji. Od września 1917 członkini Komitetu Głównego Ligi Niezawisłości Polski. W lutym 1918 z ramienia KOP członkini komitetu koordynującego akcję protestacyjną przeciwko postanowieniom pokoju brzeskiego. Współprzewodnicząca akcji lwowskich towarzystw kobiecych domagających się praw wyborczych dla kobiet w październiku 1918. W 1918 roku Mościcka wznowiła działalność konspiracyjną w Polskiej Organizacji Wojskowej. Ukrywała zagrożonych działaczy i była skarbniczką organizacji. Razem z innymi członkiniami lwowskiej Ligi Kobiet wzięła udział w odbijaniu Lwowa z rąk ukraińskich. Była jedną z kilku kobiet stojących na czele głównej kwatery sanitarnej i głównej kwatery kurierskiej. Mościcka wprowadziła córkę Helenę do nowo utworzonej Ochotniczej Legii Kobiet, która prowadziła we Lwowie walkę zbrojną. W 1920 roku stworzyła koalicję organizacji kobiecych „Wszystko dla frontu!”. Była także członkinią Obywatelskiego Komitetu Pomocy Repatriantom.
W l. 1920-1924 Mościcka była przewodniczącą Naczelnego Zarządu Ligi Kobiet Polskich. Od 1920 inicjatorka a potem działaczka lwowskiej organizacji Klubu Politycznego Kobiet Postępowych. Była także od 1919 radną Rady Miasta Lwowa oraz uczestniczyła  w akcji na rzecz upaństwowienia średnich szkół żeńskich we Lwowie. W 1922 roku, w związku z dyskryminacją kobiet w dostępie na listy wyborcze partii politycznych, Mościcka przy wsparciu lwowskich organizacji KPKP i Ligi Kobiet wystawiła w okręgu lwowskim listy wyborcze do Sejmu i Senatu, na których figurowały wyłącznie kobiety. Obok Mościckiej, kandydowały m.in. Helena Ceysingerówna, Maria Jaworska, Jadwiga Tomicka. Pomimo dużego zainteresowania prasy, żadna kandydatka z kobiecej listy nie dostała się do parlamentu. Po wyborach Mościcka zaangażowała się w tworzenie Przysposobienia Wojskowego Kobiet będąc w l. 1924-1926 przewodniczącą oddziału lwowskiego. Była także czynna  w akcji organizowania kolonii letnich dla dzieci i współpracowała z Robotniczym Tow. Przyjaciół Dzieci (RTPD). Według Felicjana Sławoja Składkowskiego to właśnie Mościcka przekonała męża, by przyjął stanowisko prezydenta zaproponowane mu przez Józefa Piłsudskiego po zamachu majowym w 1926 roku.

## Działalność pierwszej damy
Jako pierwsza dama Mościcka kontynuowała różnorodną działalność społeczną. Angażowała się m.in. w walkę z handlem kobietami (była matronką Międzynarodowego Kongresu Zwalczania Handlu Kobietami), a w prezydenckiej rezydencji w Spale stworzyła ośrodek opieki nad dziećmi ubogimi i osieroconymi. Gdy w 1927 roku wielka powódź zalała Małopolskę, Mościcka zainicjowała w całym kraju pomoc na rzecz poszkodowanych, utworzyła Centralny Komitet Społeczny Pomocy Ofiarom Powodzi i stanęła na jego czele. W zbiórce zebrano 5 milionów ówczesnych złotych. Pieniądze nie tylko pokryły potrzeby ludności, ale wystarczyło ich również na wsparcie kilku innych inicjatyw dobroczynnych. Z pozostałych funduszów utworzono na obszarach popowodziowych Ośrodki Zdrowia i Pomocy Społecznej. Została protektorką Organizacji Przysposobienia Kobiet do Obrony Kraju. W 1930 otrzymała tytuł członkini honorowej Stowarzyszenia „Rodzina Wojskowa”. Była pierwszą honorową przewodniczącą Związku Pracy Obywatelskiej Kobiet. Ufundowała sanatorium w Lisznej, gdzie przed 1939 powstał Ośrodek Zdrowia im. Prezydentowej Mościckiej. Była obok Aleksandry Piłsudskiej patronką założenia archiwum okresu niepodległości oraz wydania dwutomowego wydawnictwa „Wierna służba” i „Służba ojczyźnie”.
Od 1930 roku stan jej zdrowia zaczął się pogarszać. Nasiliła się choroba serca. Mościcka była poddawana bolesnemu leczeniu, przy tym cały czas pracowała. Ostatnie spotkanie służbowe odbyła dzień przed śmiercią. Zmarła 18 sierpnia 1932 o godz. 12 w Spale. Tego samego dnia zarządzeniami wojewody lwowskiego i wiceprezydenta Lwowa została wprowadzona żałoba. Michalina Mościcka została pochowana 20 sierpnia 1932 w grobowcu rodzinnym na cmentarzu Powązkowskim w Warszawie (kwatera 205-5/6-19,20,21,22).

## Ordery i odznaczenia
- Krzyż Komandorski Orderu Odrodzenia Polski (pośmiertnie, 9 listopada 1932)[23]
- Krzyż Niepodległości (20 stycznia 1931)[24][6]
- Krzyż Obrony Lwowa[6]
- Odznaka pamiątkowa Polskiej Organizacji Wojskowej[6]

## Źródła
- Tomasz Piskorski, P. Prezydentowa Mościcka wśród dotkniętych niedolą i klęską, „Polska Zbrojna” Nr 267 z 29 września 1930 roku, s. 4.
- Helena Waniczek, Michalina Mościcka na tle wojennego Lwowa, „Polska Zbrojna” Nr 267 z 29 września 1930 roku, s. 4.
- Ś. p. Michalina Mościcka. „Nowiny Codzienne”. 117, s. 3, 19 sierpnia 1932.
- Ś. p. Michalina Mościcka. „Gazeta Lwowska”. 189, s. 1, 20 sierpnia 1932.
- Zgon małżonki P. Prezydenta Rzeczypospolitej. „Nowiny”. 3, s. 1, 25 sierpnia 1932.
- Zgon ś. p. małżonki Prezydenta Rzeczypospolitej. „Kurier Warszawski”. 228, s. 4, 19 sierpnia 1932.